# Alexander Eisath
Alexander Eisath (Bolzano, 12 giugno 1986) è un ex hockeista su ghiaccio italiano, di ruolo ala sinistra.

## Carriera
Dopo le giovanili con la maglia del Renon (e durante quegli anni fece l'esordio in prima squadra) e sei stagioni in nordamerica, Eisath ha fatto ritorno al Renon nella stagione 2011-2012, vestendo la maglia dei Buam per le successive undici stagioni.
Con la maglia del Renon ha vinto undici titoli: cinque scudetti (2013-2014, 2015-2016, 2016-2017, 2017-2018 e 2018-2019), una Alps Hockey League (2016-2017), due coppe Italia (2013-2014 e 2014-2015) e tre supercoppe italiane (2017, 2018 e 2019).
Ha annunciato il ritiro al termine della stagione 2021-2022.
Nella primavera del 2023 è stato nominato assistente del nuovo direttore sportivo del Renon, Dan Tudin.